# Teddy Flack
Edwin Harold „Teddy” Flack (ur. 5 listopada 1873 w Islington w Londynie, zm. 10 stycznia 1935 w Berwick) – australijski lekkoatleta i tenisista, dwukrotny mistrz olimpijski.

## Przebieg kariery
Urodził się w Londynie. Gdy miał dziesięć lat, jego rodzina wyemigrowała do Australii i osiedliła się w Berwick w stanie Wiktoria. Po ukończeniu szkoły średniej w Melbourne Flack został w 1892 mistrzem Wiktorii w biegu na 1 milę, a w 1894 mistrzem Nowej Południowej Walii w biegu na 2 mile. Później podjął pracę w firmie księgowej swego ojca Davey, Flack & Co. W 1895 został wysłany na praktykę do Londynu do firmy Price Waterhouse.
Wziął udział w pierwszych igrzyskach olimpijskich w 1896, które odbyły się w Atenach. Zwyciężył tam w biegu na 800 m (przed Węgrem Nándorem Dánim i Grekiem Dimitriosem Golemisem) oraz w biegu na 1500 m (przed Amerykaninem Arthurem Blake’em i Francuzem Albinem Lermusiaux). Startował też w biegu maratońskim, chociaż nigdy wcześniej nie przebiegł nawet połowy takiego dystansu. Samotnie prowadził, gdy na ok. 4 kilometry przed metą stracił przytomność. Był do tego stopnia zamroczony, że uderzył greckiego widza, która usiłował mu pomóc. Został za to zdyskwalifikowany.
Chociaż nie był znanym tenisistą, wziął udział w turnieju olimpijskim w tej dyscyplinie. W grze pojedynczej przegrał w pierwszej rundzie z Aristidisem Akratopulosem. W grze podwójnej, razem w George’em Robertsonem z Wielkiej Brytanii trafili na wolny los, który pozwolił im awansować do półfinału. Pomimo przegranej w półfinale z parą Dimitrios Kasdaglis – Dimitrios Petrokokinos zajęli trzecie miejsce.
Po zakończeniu igrzysk Flack powrócił do Berwick, gdzie utrzymywał się z hodowli bydła. Nie występował więcej w barwach Australii w zawodach sportowych.

## Rekordy życiowe
źródło:
- bieg na 800 m – 2:07,0 s. (1894)
- bieg na milę – 4:38,2 s. (1895)